# Monitor d'activitat

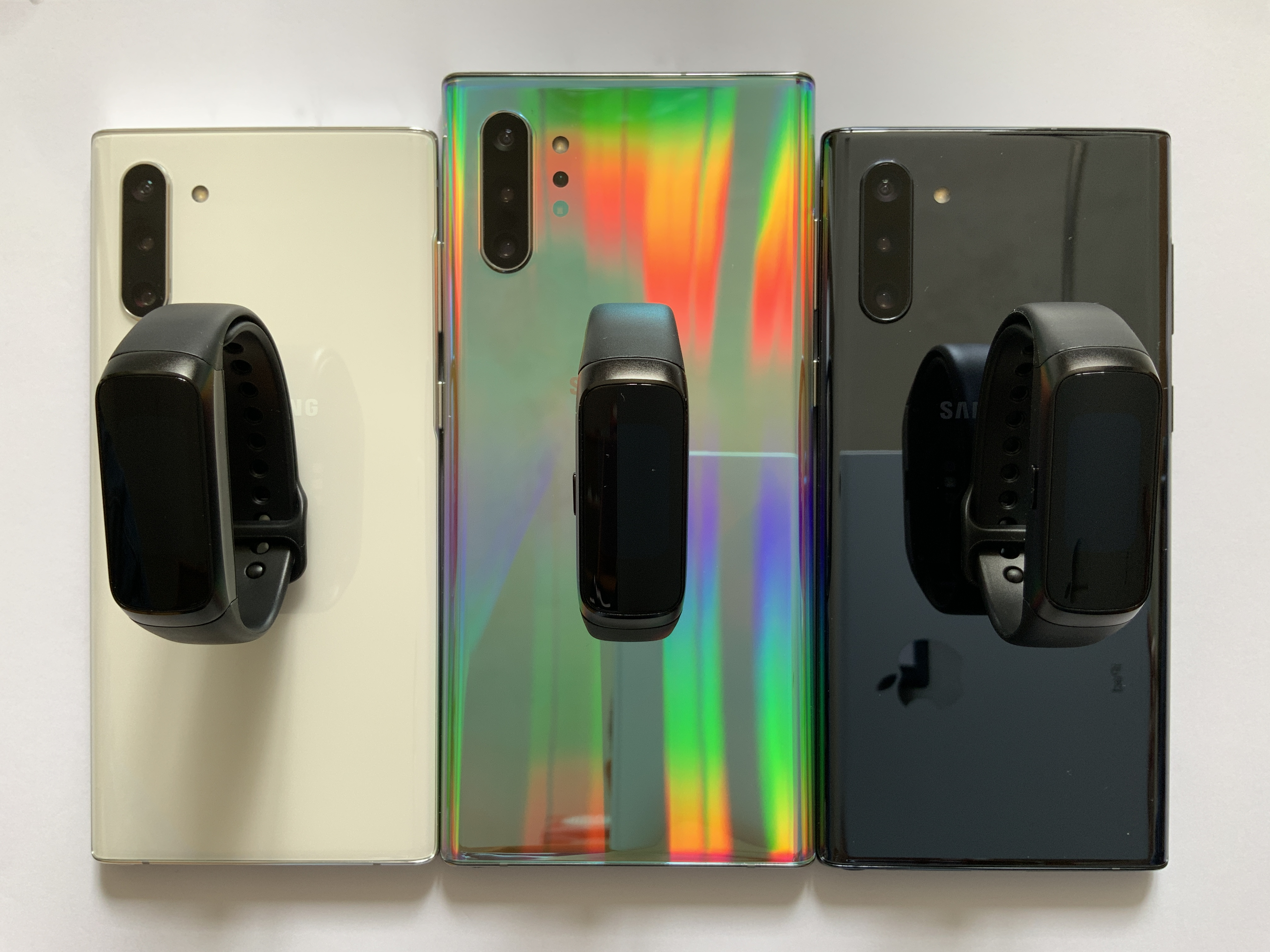
Samsung Galaxy Fit

Un monitor d'activitat o seguidor d'activitat (anglès: activity tracker o fitness tracker) és un dispositiu o aplicació per monitorar i donar seguiment a les dades relacionades amb la forma física, com ara la distància caminada o correguda, consum de calories i en alguns casos ritme cardíac i qualitat de son. El terme és principalment emprat per a dispositius electrònics de monitoratge que estan sincronitzats, en molts casos sense fils a un ordinador o a un telèfon intel·ligent per al seguiment de dades a llarg termini. També hi ha aplicacions independents de Facebook i en telèfons intel·ligents.

## Història
El terme "seguidor d'activitat" es refereix principalment a dispositius que monitoren i registren l'activitat física d'una persona. El concepte es va desenvolupar a partir de registres en temps real portats a fulls de càlcul d'ordinadors on les entrades de dades es feien manualment.
Avanços en tecnologia a finals del segle XX i principis del segle XXI van fer possible l'automatització del monitoratge i el registre d'activitats físiques per ser integrades en equips utilitzats més fàcilment. Exemples d'aquesta tecnologia inclouen ordinadors de bicicleta amb rellotge de canell que monitoren velocitat, durada, distància, etc., disponible a principis dels anys 1990. Els monitors de ritme cardíac van estar disponibles per a atletes el 1981. Dispositius seguidors d'activitat física, incloent el monitoratge sense fil de ritme cardíac que integra una qualitat comercial d'equip de forma física trobada a gimnasos, va estar disponible per a consumidors d'electrònica almenys a principis dels anys 2000. Ordinadors de seguiment d'activitat física integrades amb programari de planificació i entrenament van estar disponibles com a producte de consum fins al 2006.
Els seguidors electrònics d'activitat són versions més avançades dels podòmetres ; a part de comptar passos, utilitzen acceleròmetres i altímetres per calcular quilometratge, fer gràfics de l'activitat física, calcular la crema de calories, i en alguns casos també monitorar i fer gràfics el ritme cardíac i de les hores dormides. Alguns també inclouen una alarma silenciosa. Models més moderns s'acosten a la definició dels E.U.A. d'una Classe II de monitor mèdic, i alguns fabricants esperen que eventualment aquests siguin capaços d'alertar d'un problema mèdic, malgrat que sigui requerida una aprovació de la FDA. Les primeres versions originals com el Fitbit (2009), es col·locava a la cintura; des de llavors els formats s'han diversificat per incloure bandes de canell i bandes de braç (bandes intel·ligents) i dispositius més petits que es poden col·locar on es prefereixi. Apple i Nike van desenvolupar el Nike+iPod, una sabata equipada amb un sensor que treballa amb un iPod Nano. A part d'aixó, hi han aplicacions de registre per a telèfons intel·ligents i per a Facebook; avui dia el sistema Nike+ funciona a través de la unitat GPS del telèfon, sense el sensor de sabata. El nou Apple Watch i alguns altres rellotges intel·ligents ofereixen funcions de seguiment d'activitat. Als EE. UU., BodyMedia ha desenvolupat un seguidor d'activitat d'un sol ús per ser usat per una setmana, el qual està dirigit a proveïdors de serveis mèdics i d'assegurances, així com a empresaris que busquen mesurar la forma física dels seus empleats. Altres seguidors d'activitat estan especialitzats en controlar senyals vitals en persones grans, epilèptiques, persones amb desordres de son i alertar de qualsevol problema.
Els auriculars són la millor ubicació per mesurar dades, incloent-hi la temperatura del cos; Valencell ha desenvolupat nova tecnologia de sensors per a seguidors d'activitat que pren les lectures a l'orella, en lloc del canell, el braç o la cintura.
Hi ha seguidors d'activitat per a gos agafada al coll.
Gran part de l'atractiu dels seguidors d´activitat que els converteix en instruments eficaços en l'augment de l'activitat física personal ve quan es converteixen en un joc i des de la dimensió social de poder compartir a través de les xarxes socials i la resultant rivalitat. El dispositiu pot servir com a mitjà d'identificació amb una comunitat, que s'estén a una participació més àmplia.
Les aplicacions estàndard de seguiment d'activitat a telèfons intel·ligents oa la web, presenten dades de forma estadística destinades a ser vists després que l'activitat s'ha acabat. No obstant això, la investigació suggereix que si volem una comprensió més àmplia de les dades, necessitem incloure una computació intel·ligent als sistemes que executen les aplicacions.
Alguns usuaris i revisors de productes romanen ambivalents cap a la tecnologia, argumentant que és un mirall que desplega la identitat de cadascú on les tergiversacions són problemàtiques. Totes les formes d'ús d'ordinadors per registrar la vida completa de l'usuari comporten implicacions de privadesa. Les xarxes socials associades als seguidors d'activitat han donat lloc a violacions de la intimitat com la publicació involuntària de l'activitat sexual i el potencial per als anunciants i les asseguradores de salut per accedir a dades privades de salut a través dels dispositius representa un problema alarmant.

## Fabricants i productes
- Edition Basis (parte de Intel)- Basis Carbon Steel Edition
- Fitbit - Fitbit Flex, Fitbit Uno, Fitbit Cremallera, Fitbit Surge, Fitbit Cargo (substituït pel Fitbit Force, el qual va ser retirat perquè alguns usuaris van presentar irritació de pell), Fitbit Cargo HR.
- Garmin - Garmin Vivofit, Garmin Vivofit 2, Garmin Vivosmart, Garmin Vivoactive
- Google Fit
- Huawei: Talkband B1, Huawei Band 4
- I Measure U Jawbone - Jawbone UP, Jawbone UP24, Jawbone UP3
- LG Electrónics - LifeBand, monitoratge del cor per auriculars
- Microsoft - Microsoft band
- Misfit Wearables - Misfit Shine, Misfit Flash
- Nike - Nike+ FuelBand y Nike+ FuelBand SE
- Pivotal Corporation - Pivotal Tracker 1
- Polar Electro - Polar Loop
- Razer - Nabu Runtastic
- Samsung - Samsung Gear Fit
- Sony - Sony SmartBand SWR10, Sony SmartBand Talk SWR30
- Spire - Spire
- Withings - Withings Pulse O2, Withings Pulse
- Xiaomi: Xiaomi Mi Band
- Cooey - Dispositius monitors de pressió de sang i glucòmetre.
- oDrive Monitor multi-seguidor de Reptes Físics
- Fitbit Charge 3